# Buduhski jezik
Buduški jezik (ISO 639-3: bdk), jezik malenog naroda Buduha kojim govori oko 1 000 ljudi (1990) od 1 000 etničkih pripadnika (1990 A. Kibrik) koji žive u regiji Quba u Azerbajdžanu. Najsrodniji je s džekskim ili krizijskim s kojim čini južnolezgijsku podskupinu sjeveroistočnih kavkaskih jezika.
Svojega pisma nema i u upotrebi je azerbajdžanski. Dijalekti: buduški i u hačmaskom rajonu  (Xaçmaz rayonu; Хачмасский район) jergjučki (grad Jergjuč, Barispol)

## Vanjske poveznice
- Ethnologue (14th)
- Ethnologue (15th)